# Hans Koller (Musiker, 1921)
Johann Anton Cyrillus „Hans“ Koller (* 12. Februar 1921 in Wien; † 22. Dezember 2003 ebenda) war einer der bekanntesten österreichischen Jazzmusiker sowie nebenbei Kunstmaler in abstrakter Manier. Er spielte neben dem Tenorsaxofon auch Sopranino, Sopransaxofon und Klarinetten.

## Leben und Wirken
Hans Koller wurde am 12. Februar 1921 in Wien geboren. Sein Vater förderte den Wunsch seines Sohnes, Saxophon zu spielen. Sein Vorbild war damals der Sound eines Lester Young. Aufgrund seines Talents und seiner Vorkenntnisse wurde der damals 14-jährige Koller in das fünfte Semester der Wiener Musikakademie aufgenommen.
1941 wurde er mit 20 Jahren zum Wehrdienst einberufen. Er geriet in amerikanische Kriegsgefangenschaft, wo er eine Lagerband gründete. Nach Rückkehr aus der Kriegsgefangenschaft, gründete er 1946 in Wien den Hot Club Vienna.
Aufgrund der schlechten Auftritts- und Verdienstmöglichkeiten für Jazzmusiker in Österreich ging er im Jahre 1950 nach Deutschland. Dort spielte er Tenorsaxophon in der Band des Swing-Schlagzeugers Freddie Brocksieper in München und gründete kurz darauf sein eigenes Quartett mit der Pianistin Jutta Hipp, dem Kontrabassisten Shorty Roeder und dem Schlagzeuger Karl Sanner. Diese am Cool Jazz orientierte Band, in der sich Albert Mangelsdorff frühen Ruhm erspielte, wurde schnell zu einem der bekanntesten Ensembles des modernen Jazz in Deutschland.
1953 machte er Plattenaufnahmen für das US-amerikanische Plattenlabel Discovery. Als erster europäischer Jazzmusiker erhielt er im amerikanischen Musikmagazin Down Beat fünf Sterne, die höchste Auszeichnung. Im gleichen Jahr war er mit seinen „Hans Koller New Jazz Stars“ und dem Trompeter Dizzy Gillespie auf Tournee. Auf dem Jazzfestival Frankfurt 1954 spielte er im Duo mit dem Pianisten Roland Kovac die kammermusikalische Fuguette. 1956 war Koller auf Europatournee mit dem US-amerikanischen Altsaxofonisten Lee Konitz und dem Baritonsaxofonisten Lars Gullin.
1957/58 war er Mitglied und Solist im Orchester von Eddie Sauter. Nach einem Engagement beim Südwestfunk-Orchester in Baden-Baden bildete er 1958 mit dem Gitarristen Attila Zoller, dem Bassisten Oscar Pettiford und dem Schlagzeuger Kenny Clarke eine neue Band. „Blues in the Closet“ hieß ihr bekanntestes Stück. Etwa 1958 spielte Koller zusammen mit Duke Ellington im Studio von Hans Georg Brunner-Schwer in Villingen-Schwenningen.
Beim ersten gesamteuropäischen Jazzfestival 1960 in Antibes wurde Hans Koller als bester Solist ausgezeichnet. Von 1958 bis 1965 übernahm er die Leitung des NDR Jazzworkshops in Hamburg, zu dem er auch amerikanische Stars wie Johnny Griffin und Wes Montgomery (The NDR Hamburg Studio Recordings) einlud. Er war in diesen Jahren auch als Filmkomponist tätig und übernahm für die Spielzeit 1968/69 die musikalische Leitung des Deutschen Schauspielhauses in Hamburg. 1961 wurde Koller Mitglied der „European All Stars“ und spielte unter anderem mit Tete Montoliu, Monica Zetterlund oder Dusko Goykovich. 1965 erhielt er zum zweiten Mal die höchste Auszeichnung (fünf Sterne) im Down Beat für die Platte „ZO-KO-SO“ mit Attila Zoller und Martial Solal.
Trotz zahlreicher Angebote aus Amerika zog er es vor, in Europa zu bleiben.
Er spielte mit vielen international anerkannten Jazzmusikern, wie z. B. Benny Goodman und seinem Orchester bei der Weltausstellung 1958 in Brüssel, den drei österreichischen Pianisten Joe Zawinul, Fritz Pauer und Roland Kovac, dem Trompeter Chet Baker, mit dem Tenorsaxofonisten und Big-Band-Leiter Bill Holman, mit den Tenorsaxofonisten Warne Marsh (1984) und Zoot Sims (1958), in der Big Band von Stan Kenton, Bill Russo, mit dem Baritonsaxofonisten Ronnie Ross. Aufbauend auf diesen Erfahrungen konnte er seine Musikstile ein Leben lang variieren.
Als „Lautmaler“ gelang Hans Koller ein primär „unmusikalischer“ Zugang zur Lautmalerei mit bestimmten Farbtönen und Schattierungen. Er formte später die frühe Fusion-Gruppe Free Sound (mit u. a. Zbigniew Seifert, Albert Mair, Adelhard Roidinger bzw. Jürgen Wuchner und Janusz Stefański) und kann heute einer abstrakten modernen Klassik zugeordnet werden.
1993 veranstaltete die Wiener Musik Galerie im Wiener Konzerthaus das dreitägige Festival Hans Koller – The Man who Plays Jazz, bei dem Kollers schillernde Persönlichkeit in ihren vielfältigen Facetten noch einmal zur Darstellung gelangte. So wurden etwa seine Kompositionen wie die Hommage à Jean Cocteau (1968) oder Eleven / Four (1967) von langjährigen Mitstreitern wie William Russo, Kenny Wheeler, Jimmy Raney und Koller selbst aufgeführt, außerdem fanden sich der Bandoneon-Spieler Dino Saluzzi und der Pianist Pierre-Laurent Aimard als Mitwirkende ein. Das Programmbuch zu diesem Festival beinhaltet u. a. die erste umfassende Hans-Koller-Biographie.
Zu Kollers Ehren stiftete das österreichische Bundesministerium für Unterricht, Kunst und Kultur im Jahr 1996 den Hans-Koller-Preis, die höchste Auszeichnung Österreichs für Jazzmusikerinnen und -musiker.
Koller wurde am Wiener Zentralfriedhof Gruppe 41F, Reihe 8, Nr. 1  in einem ehrenhalber gewidmeten Grab bestattet.

## Auszeichnungen
- 1986 Goldenes Ehrenzeichen für Verdienste um das Land Wien
- 1993 Ehrenkreuz für Wissenschaft und Kunst I. Klasse[4]

## Diskographie (Auswahl)
- Freddie Brocksieper Orchester: Alt Shot Gun Boogie (Bear Family Records, 1948–1952)
- Hans Koller: Hans Is Hip (Discovery Records, 1952)
- Hans Koller: Hans Koller New Jazz Stars 1954 (Mod, 1954)
- Hans Koller: Joachim Ernst Berendt Presents Hans Koller – The Musician of the Year 1955 (Mod, 1955)
- Hans Koller New Stars: Deutsches Jazz Festival 1954/1955 (Bear Family Records, 1954/1955)
- Hans Koller: Some Winds (2 CD – RST Records, 1954–1955)
- Oscar Pettiford Quartet: Vienna Blues (Black Lion Records, 1959)
- Hans Koller & Friends: Big Sound Koller (Sonorama 1961, ed. 2016)[5]
- Hans Koller Quartet: Multiple Koller (L+R, 1962)
- Hans Koller Free Sound feat. Wolfgang Dauner Kunstkopfindianer (MPS 1974)
- Hans Koller & The International Brass Company (L+R, 1979)
- Attila Zoller & Hans Koller: The K & K in New York (L + R, 1979)
- Hans Koller & The International Brass Company: Live At The Jazz Festival Frankfurt (L + R, 1980)
- Bernd Konrad – Hans Koller Unit: Phonolith (HatOLOGY, 1980/1994)
- Out on the Rim (IN+OUT Records, 1991)
- Minor Meetings 1958 (Sonorama Records 2014)
- Hans Koller Free Sound Quintet (Jive Music Austria 2021)

## Zitate
„I war a Gassnbua und hab’ ka Ahnung von Kunst g’habt. Mei Vater war Schlosser beim Gaswerk, der hat g’sagt, beim Koller kannst spün, des is a Kaiser. Mit neunzehn hat mi der Hans in sei Band g’numma, in München. Dann hat er mi ausseg’schmissen. Mit Recht. I war no net guat gnua. Der Hans is mei Mentor. Der war der berühmteste Jazzmusiker in Europa und is heut’ ana der größten Künstler in Österreich. Er und der Ben Webster waren die größten Trinker, die i kennt hab’.
Hansi, kannst Di erinnern, Du hast amal hundert Cognak trunken.
Koller: „Des waren Steinhäger“.
Der Hans is incredible, der is a kind of human being.“